# Marek Wasiński
Marek Jan Wasiński – polski prawnik, doktor habilitowany nauk prawnych, nauczyciel akademicki
Uniwersytetu Łódzkiego, specjalności naukowe: prawo międzynarodowe, sprawiedliwość okresu przejściowego (transitional justice), problemy post-konfliktowe państw Afryki, prawo krajowe państw Afryki subsaharyjskiej.

## Życiorys
W 1997 ukończył studia prawnicze na Wydziale Prawa i Administracji Uniwersytetu Łódzkiego. Tam też na podstawie napisanej pod kierunkiem Piotra Daranowskiego rozprawy pt. Jurysdykcja państwa w prawie międzynarodowym publicznym. Amerykańska doktryna Act of State otrzymał w 2002 stopień naukowy doktora nauk prawnych (dyscyplina: prawo, specjalność: prawo międzynarodowe publiczne). Na tym samym wydziale na podstawie dorobku naukowego oraz rozprawy pt. Afrykańska Karta Praw Człowieka i Ludów. Studium podstawy normatywnej regionalnego systemu ochrony praw człowieka uzyskał w 2018 stopień doktora habilitowanego nauk prawnych w zakresie prawa, specjalność: prawo międzynarodowe publiczne.
Został adiunktem Uniwersytetu Łódzkiego na Wydziale Prawa i Administracji w Katedrze Prawa Międzynarodowego i Stosunków Międzynarodowych.